# International Baseball Federation
La International Baseball Federation (IBAF) è stata fino al 2013 l'organizzazione a livello mondiale dello sport del baseball. Aveva il compito di organizzare vari tornei mondiali tra cui i più importanti il campionato mondiale di baseball e il World Baseball Classic.
Aveva sede a Losanna (Svizzera) e l'ultimo presidente è stato l'italiano Riccardo Fraccari.
Nell'aprile 2013, nell'ottica di riportare le rispettive discipline alle Olimpiadi in tempo per l'edizione 2020, IBAF e ISF (International Softball Federation) si sono fuse insieme nella World Baseball Softball Confederation (WBSC), diventando di fatto divisions della nuova associazione 

## Storia
La IBAF fu fondata nel 1938. Ha cambiato il proprio nome numerose volte nel corso della sua storia: nel 1944 era chiamata ufficialmente Federación Internacional de Béisbol Amateur (FIBA), nel 1973 si separò dalla rivale Federación Mundial de Béisbol Amateur (FEMBA), la quale si fuse con la FIBA in 1976 sotto il nome di International Baseball Association (AINBA). Nel 1984 venne cambiato l'acronimo in IBA, fino a ritornare nel 2000 all'attuale sigla: IBAF.

## Comitato esecutivo

### Presidente
- Riccardo Fraccari

### Vicepresidenti
| - Kazuhiro Tawa - Alonso Perez Gonzalez - Antonio Castro Soto | - Africa: Ishola Williams - America: Eduardo De Bello - Asia: Seung Kyo Kang - Europa: Martin Miller - Oceania: John Ostermeyer |

### Consiglieri indipendenti
- Luis Melero
- Tom Peng
- Paul Seiler

### Segretario generale
- Israel Roldan

### Tesoriere
- Renè Laforce

## Organizzazioni di appartenenza
- Comitato olimpico internazionale (CIO)
- Global Association of International Sports Federations (GAISF)
- World Baseball Softball Confederation (WBSC)

## Presidenti

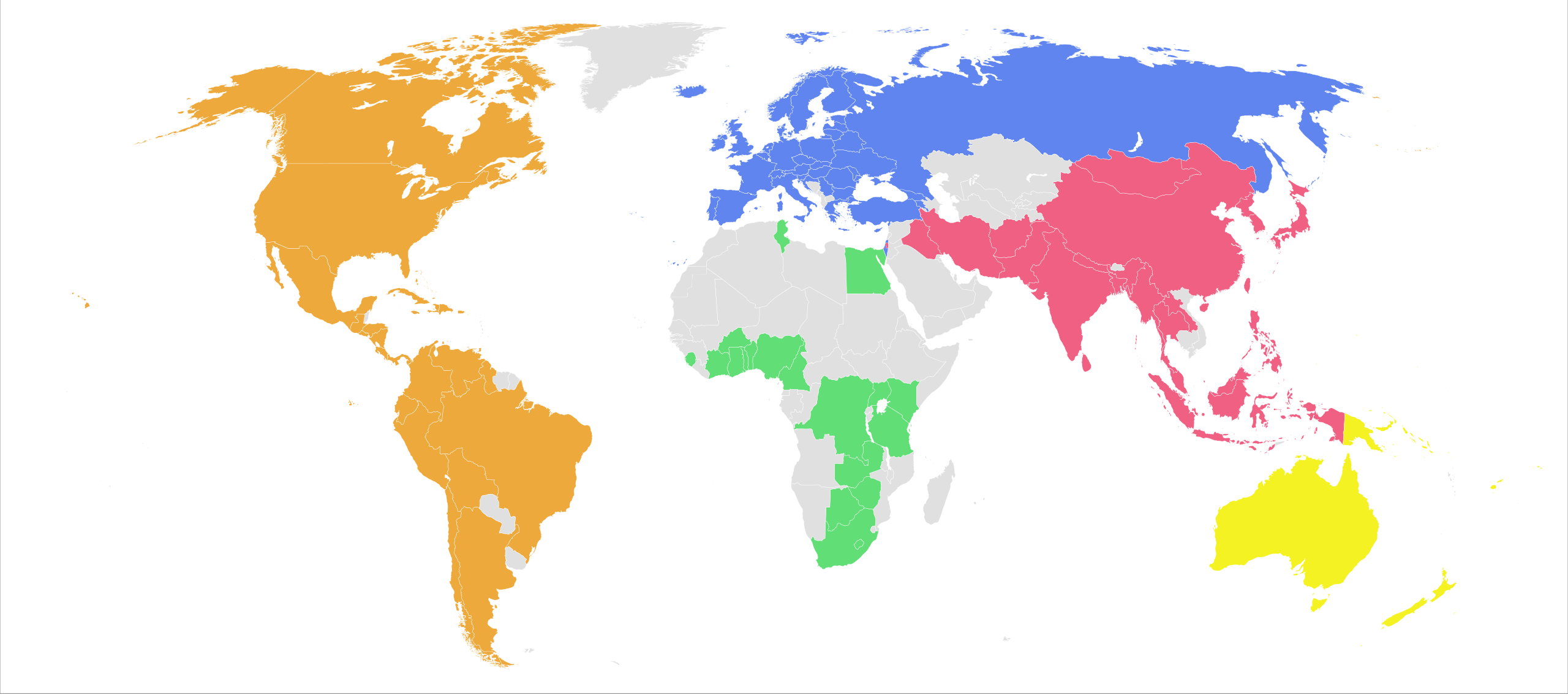
I paesi del mondo dove è praticato il baseball, i diversi colori indicano l'appartenenza alle cinque differenti confederazioni continentali; l'Italia, la cui federazione è la FIBS, fa parte della CEB.

| Anno      | Presidente               |
| --------- | ------------------------ |
| 1938→1939 | Leslie Mann              |
| 1939→1943 | Jaime Mariné             |
| 1944→1945 | Jorge Reyes              |
| 1946→1947 | Pablo Morales            |
| 1948→1950 | Chale Pereira            |
| 1951→1952 | Pablo Morales (2ª volta) |
| 1953→1968 | Carlos M. Zecca          |
| 1968→1975 | Juan Isa                 |
| 1976→1979 | Manuel González Guerra   |
| 1979→1993 | Robert E. Smith          |
| 1993→2006 | Aldo Notari              |
| 2006→2009 | Harvey Schiller          |
| 2009→Oggi | Riccardo Fraccari        |

## Confederazioni
Le 117 nazioni appartenenti alla IBAF erano organizzate in 5 confederazioni, una per ogni continente.
- African Baseball & Softball Association (ABSA) - 16 membri
- Baseball Confederation of Oceania (BCO) - 15 membri
- Baseball Federation of Asia (BFA) - 20 membri
- Confederation of European Baseball (Francese:Confédération Européenne de Baseball) (CEB) - 40 membri (tra cui l'italiana FIBS)
- Pan American Baseball Confederation (Spagnolo:Confederación Panamericana de Béisbol) (COPABE) - 26 membri

## La classifica delle nazioni
La IBAF ha compilato per la prima volta nella sua storia una classifica mondiale per nazioni, sulla base dei risultati ottenuti dal gennaio 2005 ad oggi. La graduatoria, guidata abbastanza nettamente da Cuba con 941,50 e seguita dagli USA (779.82), colloca all'Italia al tredicesimo posto in un lotto di 44 nazioni complessive. Gli azzurri hanno messo insieme 118,88 punti, grazie al quinto posto al Mondiale universitario 2006, al sesto nella Coppa Intercontinentale dello stesso ed a quattro decimi posti, nel Mondiali juniores 2006 e 2008, al World Baseball Classic 2006 ed al Mondiale 2007.  24,88 punti arrivano invece dal secondo posto agli Europei 2005 di Praga e dal settimo ottenuto invece in quelli di Barcellona nel 2007. I Paesi Bassi, la seconda nazione europea, tra le prime 13 si trovano al sesto posto.

A livello continentale, l'Asia piazza tre Nazioni nei primi cinque posti, le americhe 5 Nazioni nei primi 12 posti e l'Europa presenta l'Italia, i Paesi Bassi e la Spagna tra le prime 16 oltre che altre 10 Nazioni.
Di seguito è riportata la graduatoria ufficiale delle prime 45, pur non essendo indicati numerosi altri parametri presi in considerazione per stilare la classifica, vi sono i punti guadagnati e le posizioni ottenute nelle varie competizioni internazionali di maggior rilievo: i campionati mondiali, il World Baseball Classic e le Olimpiadi.
| Graduatoria | Nazione               | Punteggio | Mondiale 2005 | Mondiale 2007 | WBC 2006 | Olimpiadi 2008 |
| ----------- | --------------------- | --------- | ------------- | ------------- | -------- | -------------- |
| 1           | Cuba                  | 941,50    | 1             | 2             | 2        | 1              |
| 2           | Stati Uniti d'America | 779.82    | 7             | 1             | 8        | 3              |
| 3           | Corea del Sud         | 719.32    | 2             | 5             | 3        | 1              |
| 4           | Giappone              | 691.00    | 5             | 3             | 1        | 4              |
| 5           | Taipei                | 458.50    | 12            | 8             | 12       | 5              |
| 6           | Olanda                | 336.57    | 4             | 4             | 11       | 7              |
| 7           | Canada                | 262.19    | 9             | 9             | 9        | 6              |
| 8           | Messico               | 238.93    | -             | -             | 7        | 6              |
| 9           | Panama                | 197.64    | 3             | 11            | 14       | -              |
| 10          | Australia             | 191.43    | 10            | 6             | 13       | 0              |
| 11          | Puerto Rico           | 155.82    | 8             | -             | 5        | 1              |
| 12          | Nicaragua             | 123.50    | 6             | -             | -        | -              |
| 13          | Italia                | 118.88    | 10            | 10            | -        | -              |
| 14          | Cina                  | 97.68     | 11            | -             | 15       | 8              |
| 15          | Venezuela             | 90.68     | -             | 12            | 7        | -              |
| 16          | Spagna                | 69.50     | 15            | 13            | -        | -              |
| 17          | Repubblica Dominicana | 69.00     | -             | -             | 4        | -              |
| 18          | Brasile               | 41.50     | 13            | -             | -        | -              |
| 19          | Germania              | 36.32     | -             | 14            | -        | -              |
| 20          | Sud Africa            | 33.93     | 18            | 15            | 16       | -              |
| 21          | Repubblica Ceca       | 29.55     | 17            | -             | -        | -              |
| 22          | Filippine             | 25.00     | -             | -             | -        | -              |
| 23          | Gran Bretagna         | 24.88     | -             | -             | -        | -              |
| 24          | Colombia              | 22.50     | 14            | -             | -        | -              |
| 25          | Svizzera              | 21.75     | 16            | -             | -        | -              |
| 26          | Thailandia            | 13.00     | -             | -             | 13       | -              |
| 27          | Francia               | 12.38     | -             | -             | -        | -              |
| 28          | Antille Olandesi      | 12.25     | -             | -             | -        | -              |
| 29          | Nigeria               | 10.00     | -             | -             | -        | -              |
| 30          | Russia                | 9.63      | -             | -             | -        | -              |
| 31          | Ghana                 | 7.50      | -             | -             | -        | -              |
| 32          | Ucraina               | 5.38      | -             | -             | -        | -              |
| 33          | Isole Vergini         | 5.00      | -             | -             | -        | -              |
| 34          | Croazia               | 4.50      | -             | -             | -        | -              |
| 35          | Aruba                 | 4.25      | -             | -             | -        | -              |
| 36          | Zimbabwe              | 3.75      | -             | -             | -        | -              |
| 37          | Grecia                | 3.13      | -             | -             | -        | -              |
| 38          | Lesotho               | 2.00      | -             | -             | -        | -              |
| 39          | Austria               | 1.38      | -             | -             | -        | -              |
| 40          | Lithuania             | 1.00      | -             | -             | -        | -              |
| 40          | Bahamas               | 1.00      | -             | -             | -        | -              |
| 42          | Guatemala             | 0.75      | -             | -             | -        | -              |
| 43          | Camerun               | 0.25      | -             | -             | -        | -              |
| 43          | Hong Kong             | 0.00      | -             | -             | -        | -              |
| 44          | Pakistan              | 0.00      | -             | -             | -        | -              |

## Sponsor
- Mizuno
- SSK
- Sports Marketing Japan